# Jewgeni Lewin
Jewgeni Lewin (russisch Евгений Евгеньевич Левин; * 12. Juli 1992) ist ein kasachischer Fußballspieler, der seit 2016 bei Tobol Qostanai in der Premjer-Liga unter Vertrag steht.

## Karriere

### Verein
Lewin begann seine Karriere bei Ordabassy Schymkent, wo er in der Saison 2010 seinen ersten Einsatz in der Premjer-Liga hatte. Am 9. April 2010 stand er im Liga-Spiel gegen den FK Atyrau (0:1) zum ersten Mal auf dem Platz für Schymkent. Nach zwei Saisoneinsätzen 2010 kam er in der Saison 2011 nicht mehr in der Mannschaft zum Einsatz und wurde zur nächsten Spielzeit an den FK Qairat Almaty ausgeliehen. Sein Debüt für Almaty gab er 10. März 2012 in der 0:4-Auswärtsniederlage gegen Tobyl Qostanai, als er in der 67. Minute für Nursajyn Scholdassow eingewechselt wurde. Er absolvierte bei Almaty insgesamt zwölf Spiele, bevor er zur Saison 2013 zu Schymkent zurückkehrte. Hier konnte er sich als Stammspieler etablieren und in 22 Spielen, die er bestritt, zwei Tore erzielen. Das erste Premjer-Liga-Tor erzielte er am 6. Juli 2013 gegen Aqschajyq Oral, als er in der 90'+1 Minute den Siegtreffer zum 2:1-Endstand traf.
Am 12. Juni 2014 unterschrieb Lewin einen Vertrag beim FK Aqtöbe.

### Nationalmannschaft
Lewin absolvierte bisher Spiele für die kasachische U-19-Nationalmannschaft und die U-21-Nationalmannschaft.